# Diogène Maillart
Diogène Ulysse Napoléon Maillart (n. 28 octombrie 1840, Lachaussée-du-Bois-d'Écu, Picardie⁠(d), Franța – d. 31 iulie 1926, Paris, Île-de-France, Franța) a fost un pictor, ilustrator, designer, profesor și critic de artă francez.

## Biografie
S-a născut într-o familie modestă de mici fermieri din Lachaussée-du-Bois-d'Écu. Primele sale lecții de artă au fost la „Școala Imperială de Design” (o școală de meserii sponsorizată de guvern). Mai târziu, a studiat la École des Beaux-Arts în atelierul lui Léon Cogniet. A câștigat Prix de Rome în 1864, la doar douăzeci și trei de ani.
După ce s-a întors de la Roma în 1869, a fost numit profesor de desen la Fabrica Gobelins, post pe care l-a ocupat timp de cincizeci de ani. Din 1873 până în 1877, a fost inspector al lucrărilor de artă. A expus în Salon⁠(d) în fiecare an până la moartea sa în 1926 la Paris.
După întemeierea celei de-a Treia Republici, a fost implicat în decorarea mai multor clădiri publice, inclusiv a picturilor murale pentru Biserica Saint-Augustin⁠(d) (începute în timpul celui de-al Doilea Imperiu), a decorațiilor pentru tavanul și scările Primăriei din arondismentul 3 și a ornamentelor de la Bon Marché (acum dispărut).
La cererea prințului Von Donnersmarck⁠(d) și a soției sale (cunoscută ca „La Païva⁠(d)”), Maillart a decorat tavanul Schloss Neudeck din Silezia Superioară. Clădirea a fost incendiată de Armata Roșie în 1945, iar ruinele au fost demolate în 1961. O serie de picturi murale pe care le-a creat pentru Primăria din Beauvais a avut, de asemenea, o soartă proastă, fiind distrus de bombele germane în 1940.
Pe lângă pictură, a fost și un autor prolific, scriind o lucrare despre arta bizantină și o istorie generală a artelor plastice, în două volume (printre altele). A devenit cavaler în Legiunea de onoare în 1885. Mormântul său din Cimitirul Montparnasse este împodobit cu un bust sculptat de Henri-Léon Gréber⁠(d).

## Picturi (selecție)

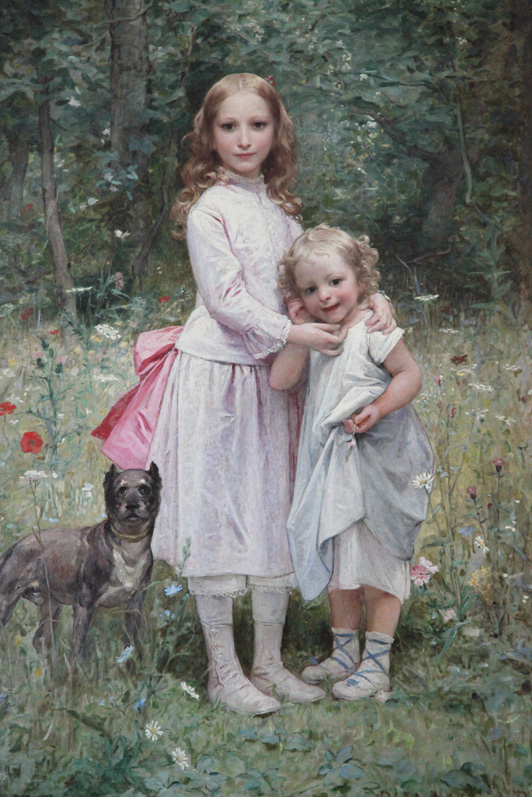
Fiicele sale, Eva și Jeanne
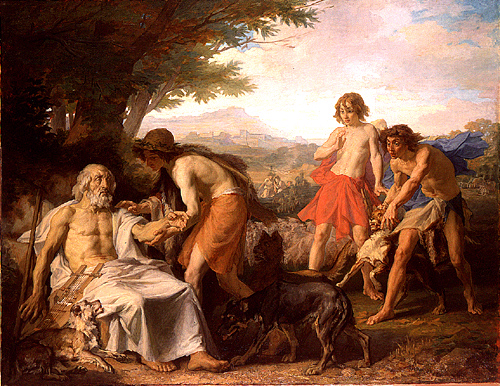
Homer pe insula Skyros
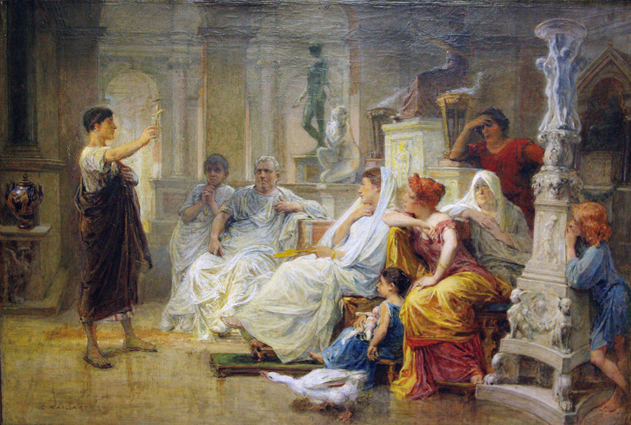
Tânărul Christian Neofitul
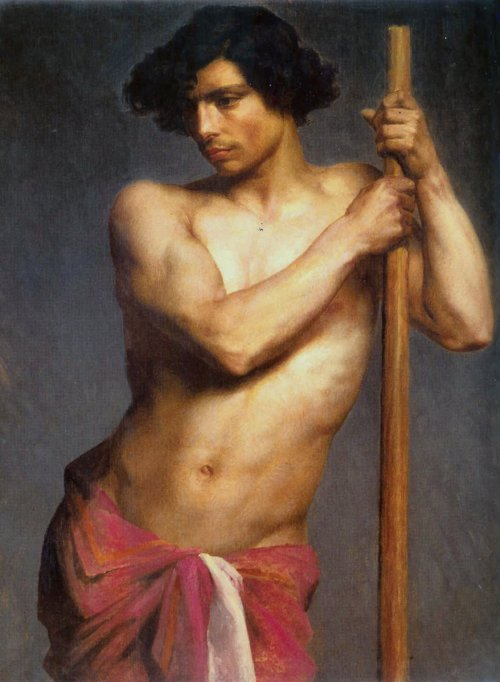
Studiu seminud al unui tânăr